# سپاه شیمیایی
سپاه شیمیایی (انگلیسی: Chemical Corps)، شعبه ای از نیروی زمینی ایالات متحده آمریکا است که وظیفه دفاع در برابر و استفاده از جنگ‌افزار شیمیایی، جنگ‌افزار زیستی، جنگ پرتوزا، وجنگ‌افزار هسته‌ای (دفاع ش‌م‌پ‌ه) جنگ‌افزار را بر عهده دارد. «سرویس جنگ شیمیایی» در ۲۸ ژوئن ۱۹۱۸ تأسیس شد و فعالیت‌هایی را که تا آن زمان در بین پنج سازمان مجزای حکومت فدرال ایالات متحده آمریکا پراکنده بود، ترکیب می‌کرد. توسط قانون دفاع ملی ۱۹۲۰ شعبه دائمی ارتش منظم ایالات متحده آمریکا شد. در سال ۱۹۴۵، دوباره به عنوان سپاه شیمی طراحی شد.

## تاریخ

### منشأ
بحث در مورد موضوع به جنگ داخلی آمریکا برمی گردد. نامه ای به وزارت جنگ ایالات متحده آمریکا به تاریخ ۵ آوریل ۱۸۶۲ از نیویورک ساکن جان دوتی، استفاده از خمپاره کلر را برای بیرون راندن ارتش ایالات مؤتلفه از مواضع خود پیشنهاد کرد. دوتی همراه با نامه‌اش نقشه‌ای دقیق از پوسته را گنجاند. مشخص نیست که ارتش چگونه به پیشنهاد دوتی واکنش نشان داد، اما این نامه تا زمان مدرن در انبوهی از اسناد رسمی قدیمی مورد توجه قرار نگرفت. یک آمریکایی دیگر، فارست شپرد نیز پیشنهاد حمله با سلاح شیمیایی علیه ایالات مؤتلفه آمریکا را داد. پیشنهاد شپرد شامل هیدروژن کلرید بود، حمله‌ای که احتمالاً سلاح غیرکشنده بود، اما ممکن بود در بیرون راندن سربازان دشمن از مواضع خود موفق باشد. شپرد در آن زمان زمین‌شناس مشهوری بود و پیشنهاد او به شکل نامه‌ای مستقیماً به کاخ سفید بود.